# Hôtel de ville de Ljubljana
L'Hôtel de ville de Ljubljana (en slovène : Ljubljanska mestna hiša, également connu sous le nom de Ljubljanski rotovž  ou simplement Rotovž  ou Magistrat) est la mairie de Ljubljana, capitale de la Slovénie, et le siège de la municipalité de Ljubljana. Il est situé sur la Place de la Ville, dans le centre-ville, à proximité de la cathédrale de Ljubljana et en face de la Maison Souvan. 

## Histoire et description
Le bâtiment d'origine a été construit en style gothique en 1484, probablement selon les plans du constructeur carniolien Peter Bezlaj. Entre 1717 et 1719  le bâtiment a subi une rénovation baroque d'inspiration vénitienne du constructeur Gregor Maček, Sr. qui a construit à partir des plans de l'architecte italien Carlo Martinuzzi et de ses propres plans (le devant, la loggia et l'escalier en trois parties). Au milieu des années 1920, un monument à la mémoire du roi serbe et premier roi de Yougoslavie Pierre Ier fut érigé à l'entrée de l'hôtel de ville. Le monument, conçu par l'architecte Jože Plečnik, a été enlevé et détruit par les autorités d'occupation fascistes italiennes de la province de Ljubljana en avril 1941. 
À l'extérieur de la mairie se trouve une réplique de la fontaine baroque Robba, œuvre de Francesco Robba. L'œuvre originale, terminée en 1751, est conservée dans la Galerie Nationale de Slovénie. 